# Mackenheim
Mackenheim é uma comuna francesa na região administrativa de Grande Leste, no departamento Baixo Reno. Estende-se por uma área de 11,76 km². Em 2010 a comuna tinha 773 habitantes (densidade: 65,7 hab./km²).